# لیم سو-جونگ (تکواندوکار)
لیم سو-جونگ (انگلیسی: Lim Su-jeong؛ زادهٔ ۲۰ اوت ۱۹۸۶) تکواندوکار اهل کره جنوبی است.